# Alone (canción de Halsey)
«Alone» —en español: «Sola»— es el tercer sencillo del álbum Hopeless Fountain Kingdom de la artista estadounidense Halsey en colaboración de Big Sean y Stefflon Don.

## Antecedentes
Halsey anunció el 14 de marzo de 2018 vía sus redes sociales que lanzaría la canción «Alone» como el tercer sencillo de su segundo álbum Hopeless Fountaing Kingdom sin embargo este sería un remix y contaría con la participación de los raperos Big Sean y Stefflon Don.

## Certificaciones
| País           | Organismo certificador | Certificación | Copias certificadas | Ref.  |
| -------------- | ---------------------- | ------------- | ------------------- | ----- |
| Canadá         | MC                     | Oro           | 40 000              | [ 1 ] |
| Estados Unidos | RIAA                   | Oro           | 500 000             | [ 2 ] |